# Molophilus (Molophilus) facinus
Molophilus (Molophilus) facinus is een tweevleugelige uit de familie steltmuggen (Limoniidae). De soort komt voor in het Palearctisch gebied.